# ヤン・ヴァレリー
ヤン・ヴァレリー（Yan Valery、1999年2月22日 - ）は、フランス・シャンピニー＝シュル＝マルヌ出身のサッカー選手。EFLチャンピオンシップ・シェフィールド・ウェンズデイFC所属。ポジションはディフェンダー。

## 経歴
2015年7月1日、これまで所属していたリーグ・アンのスタッド・レンヌ下部組織からイングランド・プレミアリーグのアカデミーに定評があるサウサンプトンFCのU-18へクラブを移籍した。
その後、実質2軍のU-23へ昇格。2018年11月27日のEFLカップ4回戦レスター戦にてトップチームデビュー。12月1日にはマンチェスター・ユナイテッド戦でプレミアリーグデビューを果たした。翌年3月3日に行われた第29節マンチェスター・ユナイテッド戦にて強烈なミドルシュートをゴールに沈め、プロ初ゴール並びにこのクラブでの初ゴールを記録した。1週間後の第30節でも強豪のトッテナム・ホットスパーとの試合で得点を記録した。ヴァレリーの活躍もあり、2-1で勝利を飾った。2019年3月14日、クラブとの契約を2023年まで延長した。
2022年9月1日、リーグ・アンのアンジェSCOへ移籍し、4年契約を結んだ。
2024年6月21日、シェフィールド・ウェンズデイFCに移籍した。

## 代表経歴
チュニジア国籍も有するが、アンダー世代ではフランスを選択した。2015年10月20日に、U-17サッカーフランス代表に選出された。また、この時にはUEFA U-17欧州選手権2016に出場している。
2022年9月、チュニジア代表から招集を受け、9月27日のブラジル代表との親善試合で同代表デビューを飾った。

## 個人成績
2022年9月1日現在
| クラブ                      | シーズン     | リーグ             | リーグ | リーグ | 国内カップ | 国内カップ | リーグカップ | リーグカップ | その他 | その他 | 通算 | 通算 |
| クラブ                      | シーズン     | ディビジョン       | 出場   | 得点   | 出場       | 得点       | 出場         | 得点         | 出場   | 得点   | 出場 | 得点 |
| --------------------------- | ------------ | ------------------ | ------ | ------ | ---------- | ---------- | ------------ | ------------ | ------ | ------ | ---- | ---- |
| サウサンプトン              | 2018-19      | プレミアリーグ     | 23     | 2      | 0          | 0          | 1            | 0            | 0      | 0      | 24   | 2    |
| サウサンプトン              | 2019-20      | プレミアリーグ     | 11     | 0      | 0          | 0          | 1            | 0            | -      | -      | 12   | 0    |
| サウサンプトン              | 2020-21      | プレミアリーグ     | 3      | 0      | 1          | 0          | 0            | 0            | -      | -      | 4    | 0    |
| サウサンプトン              | 2021-22      | プレミアリーグ     | 5      | 0      | 3          | 0          | 3            | 0            | -      | -      | 11   | 0    |
| サウサンプトン              | 2022-23      | プレミアリーグ     | 1      | 0      | 0          | 0          | 1            | 0            | -      | -      | 2    | 0    |
| サウサンプトン              | クラブ通算   | クラブ通算         | 43     | 2      | 4          | 0          | 6            | 0            | 0      | 0      | 53   | 2    |
| バーミンガム・シティ (loan) | 2020-21      | チャンピオンシップ | 7      | 0      | -          | -          | -            | -            | -      | -      | 7    | 0    |
| キャリア通算                | キャリア通算 | キャリア通算       | 50     | 2      | 4          | 0          | 6            | 0            | 0      | 0      | 60   | 2    |

## 代表

### 出場大会
- U-17フランス代表
  - 2016年 - UEFA U-17欧州選手権2016（グループステージ敗退）